# Eliteserien 2010-2011 (calcio a 5)
La Eliteserien 2010-2011 è stata il 3º campionato ufficiale norvegese di calcio a 5. La vittoria finale è andata al Vegakameratene, che ha chiuso l'annata davanti al Solør e all'Holmlia. Øystese e Sandefjord sono invece retrocesse.

## Classifica
|  | Pos. | Squadra        | Pt | G  | V  | N | P  | GF | GS | DR  |
|  | ---- | -------------- | -- | -- | -- | - | -- | -- | -- | --- |
|  | 1.   | Vegakameratene | 49 | 18 | 16 | 1 | 1  | 91 | 27 | +64 |
|  | 2.   | Solør          | 34 | 18 | 11 | 1 | 6  | 89 | 82 | +7  |
|  | 3.   | Holmlia        | 33 | 18 | 10 | 3 | 5  | 69 | 62 | +7  |
|  | 4.   | Horten         | 29 | 18 | 9  | 2 | 7  | 81 | 75 | +6  |
|  | 5.   | KFUM Oslo      | 27 | 18 | 9  | 0 | 9  | 72 | 72 | 0   |
|  | 6.   | Nidaros        | 27 | 18 | 8  | 3 | 7  | 70 | 71 | -1  |
|  | 7.   | Fyllingsdalen  | 22 | 18 | 7  | 1 | 10 | 67 | 81 | -14 |
|  | 8.   | Kongsvinger    | 19 | 18 | 6  | 1 | 11 | 66 | 82 | -16 |
|  | 9.   | Øystese        | 17 | 18 | 5  | 2 | 11 | 58 | 82 | -24 |
|  | 10.  | Sandefjord     | 5  | 18 | 1  | 2 | 15 | 60 | 89 | -29 |